# Rastila (stacja metra)
Rastila (szw. Rastböle) – naziemna stacja metra helsińskiego na jego południowym odgałęzieniu (Itäkeskus – Vuosaari), obsługująca obszary mieszkalne Rastila i Meri-Rastila dzielnicy Vuosaari we wschodnich Helsinkach. Została otwarta 31 sierpnia 1998 roku, a więc dużo później niż większość stacji w sieci. Projekt wykonali Irmeli Grundström i Juhani Vainio.
Myllypuro znajduje się pomiędzy stacjami Puotila oraz Vuosaari.